# Kaufhaus des Bundes

Logo

Das Kaufhaus des Bundes (kurz KdB) ist die elektronische Bestellplattform der Behörden und Einrichtungen der Bundesverwaltung in Deutschland. 
Es wurde am 10. Dezember 2003 gegründet (Kabinettsbeschluss der damaligen Bundesregierung zur Optimierung öffentlicher Beschaffungen).
Sowohl Nachfrager (Bundesbehörden) als auch Lieferanten (Wirtschaftsunternehmen) können das KdB nutzen – entweder über das Intranet der Bundesverwaltung oder SSL-gesichert via Internet.
Die regelmäßig und behördenübergreifend benötigten Produkte und Leistungen werden von den Zentralen Vergabestellen des Bundes (BeschA, GZD, BAM, BAAINBw) ermittelt und anschließend gemäß den Vorschriften des geltenden Vergaberechts ausgeschrieben. Dazu wird die e-Vergabeplattform des Bundes genutzt. Die so abgeschlossenen Rahmenvereinbarungen werden im Kaufhaus des Bundes erfasst und in elektronischen Katalogen bereitgestellt. Jede angeschlossene Behörde hat die Möglichkeit, die zuvor angezeigten Produkte und Leistungen abzurufen, sofern sie für die entsprechenden Rahmenvereinbarung abrufberechtigt ist. Ein internes Workflow-System für Genehmigungsprozesse weist dabei jedem Nutzer Rechte und Rollen zu. Durch den Abruf wird ein Kaufvertrag zwischen Bedarfsträger und Lieferant geschlossen. Die Lieferung und die Bezahlung finden direkt zwischen Bedarfsträger und Lieferant statt.
Das Produktsortiment umfasste 2021 rund 140.000 elektronisch bestellbare Artikel. Diese sind in über 500 laufenden Rahmenvereinbarungen enthalten, aus denen etwa 300 Behörden und andere Institutionen abrufen können. Hierzu zählen unter anderem Büromaschinen und -verbrauchsmaterialien, Möbel, Informations- und Telekommunikationstechnik, Werkzeuge, Kraftfahrzeuge und Dienstleistungen. 
Das Kaufhaus des Bundes wird vom Beschaffungsamt des Bundesministeriums des Innern technisch betreut. 
Die ebenfalls im Beschaffungsamt angesiedelte, eigens dafür eingerichtete Geschäftsstelle Kaufhaus des Bundes koordiniert die Zentralen Beschaffungsstellen.